# لوکاس رومان
لوکاس رومن (زاده ۱۰ فوریه ۲۰۰۴) یک بازیکن فوتبال اهل آرژانتین است که برای باشگاه فوتبال ایندپندینته در پست مهاجم  بازی می‌کند.
او در تاریخ ۱۸ ژانویه ۲۰۲۳ با قردادی سه ساله به بارسلونا اتلتیک پیوست.